# Traunstein (berg)
Traunstein är ett berg i Österrike.   Det ligger i distriktet Gmunden och förbundslandet Oberösterreich, i den centrala delen av landet, 190 km väster om huvudstaden Wien. Toppen på Traunstein är 1 691 meter över havet, eller 783 meter över den omgivande terrängen. Bredden vid basen är 3,5 km.
Terrängen runt Traunstein är huvudsakligen kuperad. Närmaste större samhälle är Gmunden, 5,9 km nordväst om Traunstein. 
I omgivningarna runt Traunstein växer i huvudsak blandskog. Runt Traunstein är det ganska tätbefolkat, med 70 invånare per kvadratkilometer.